# Johann Molther (Theologe)

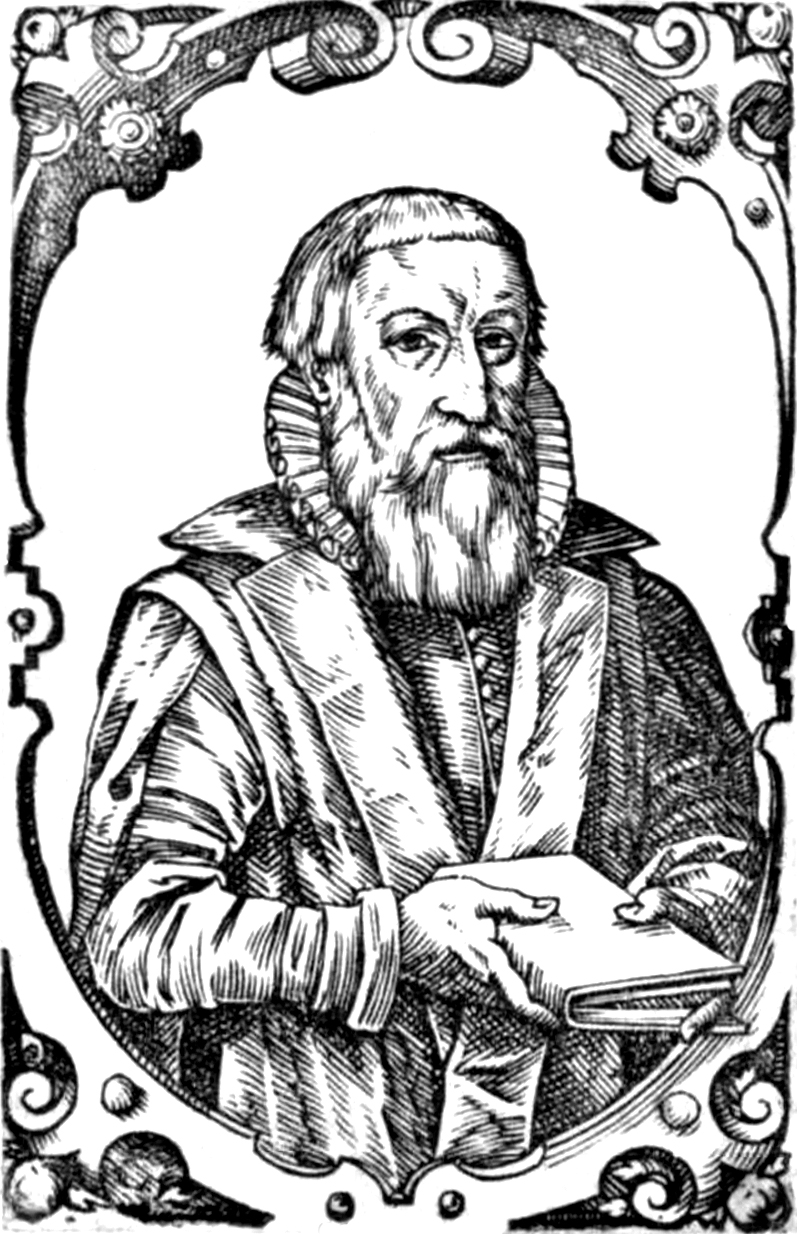
Porträt von Wilhelm Dilich, 1620

Johann Molther oder Johannes Molther der Ältere (* 30. März 1561 in Battenberg; † 23. Juni 1618 in Marburg) war ein deutscher evangelischer Geistlicher, Theologe und Hochschullehrer.

## Leben
Molther wurde 1578 an der Universität Marburg immatrikuliert. 1580 wurde er Schulmeister in seiner Heimatstadt Battenberg, 1582 in Grünberg. Dort ernannte man ihn 1583 zum Diakon, 1587 zum ersten Prediger. Im August 1594 nahm er den Ruf als ordentlicher Professor der Hebräischen Sprache an die Marburger Universität an. Am 14. August 1595 erfolgte dort seine Promotion zum Doktor der Theologie. 1599 amtierte er als Prorektor, 1600 als Rektor der Universität.
Molther gab im November 1599 seine Professur auf und ging als Pfarrherr und Erzpriester des Kapitels nach Friedberg. Allerdings kehrte er 1605 an die Universität in Marburg zurück, an der er am 19. August ordentlicher Professor der Theologie und der Hebräischen Sprache wurde. 1606 erhielt er außerdem das Amt des Pfarrers an der Elisabethkirche.
Der Marburger Medizinprofessor Johann Molther (der Jüngere) (* 1591) war sein Sohn. Auch die anderen Söhne wurden Mediziner. Georg Molther wurde 1616 Stadtmedicus in Wetzlar, Jeremias Molther Stadtmedicus in Friedberg, Johann Philipp Arzt in Marburg und London.

## Werke (Auswahl)
- Theses Theologicae De Bonis Operibus, Egenolph, Marburg 1597.
- Problema paschale oppositum emendationi Gregorianae, Lemgo 1598.
- Disputationes in Augustanam Confessionet, Marburg 1599.
- Theologia et chronologia Iudaica, Latomus, Frankfurt am Main 1601.